# Перуанцы
Перуа́нцы (исп. peruanos) — народ в Латинской Америке, самый многочисленный народ Перу. Общая численность в 2009 году — свыше 14,25 млн чел. в Перу (около 48,24 % населения страны; остальные — индейцы: кечуа — 47 %, аймара — около 3 %, племена сельвы (кампа-ашанинка, агуаруна, шипибо-конибо, кокама-кокамилья, чаяуита, тикуна, мачигенга и многие другие) — менее 2 %). Живут также в США, Испании, ФРГ, в некоторых странах Латинской Америки. Основная религия — католицизм, сохраняются традиционные верования.

## Языки
В Перу два государственных языка — испанский и кечуа (руна сими), по причине его широкого распространения. Официальным является испанский литературный, но народ говорит на местных вариантах, отличительная особенность которых — наличие многих индейских слов, названий географических зон или других терминов. Например: пуна — высокогорная местность, пампа — степь, айлью — община, гуагуа- ребёнок, гуачо — сирота и др.

## Происхождение
Местную этническую основу в Перу составляли племена кечуа, которые во главе с инками подчинили себе другие племена и навязывали им свою культуру и язык. В 1532—1572 гг. испанцы, пользуясь междоусобицей индейцев, завоевали государство инков. Было создано вице-королевство Перу. Сформировалось этнорасовое разделение. Население страны состоит из четырёх групп: креолы (прямые потомки испанцев, родившиеся уже в Перу), испано-индейские метисы, индейцы и более поздние мигранты из других стран Европы. Более высокую ступень в этносоциальной стратификации занимали креолы, метисы и прочие белые. В историко-культурном отношении население Перу можно разделить на жителей трёх регионов: побережья (Коста), гор (Сьерра), тропических лесов (Сельва). В XVI-XVII вв. численность индейцев снижалась из-за их эксплуатации. В XVIII в. она частично восстановилась.
Некоторые учёные считают, что термин «перуанцы» следует относить к испаноязычной части населения. К ней относятся белые, метисы, мулаты, чоло (метисированные интегрированные индейцы), их — 60 %. Остальные, кечуа, аймара и лесные индейцы, рассматриваются отдельно. Кроме этого, термин «индеец» был запрещён в 1972 г., как уничижительный, и заменён на название «крестьянин». По роду деятельности, индейцы и есть крестьяне.

## Занятость населения
Метисы в горах — в основном торговцы, ремесленники, администраторы, на побережье — рабочие и рыбаки.
Креолы и мигранты из Европы и США — единая по культуре группа. Преимущественно это — горожане, тип их культуры — европейский.

## Бытовые традиции и культура

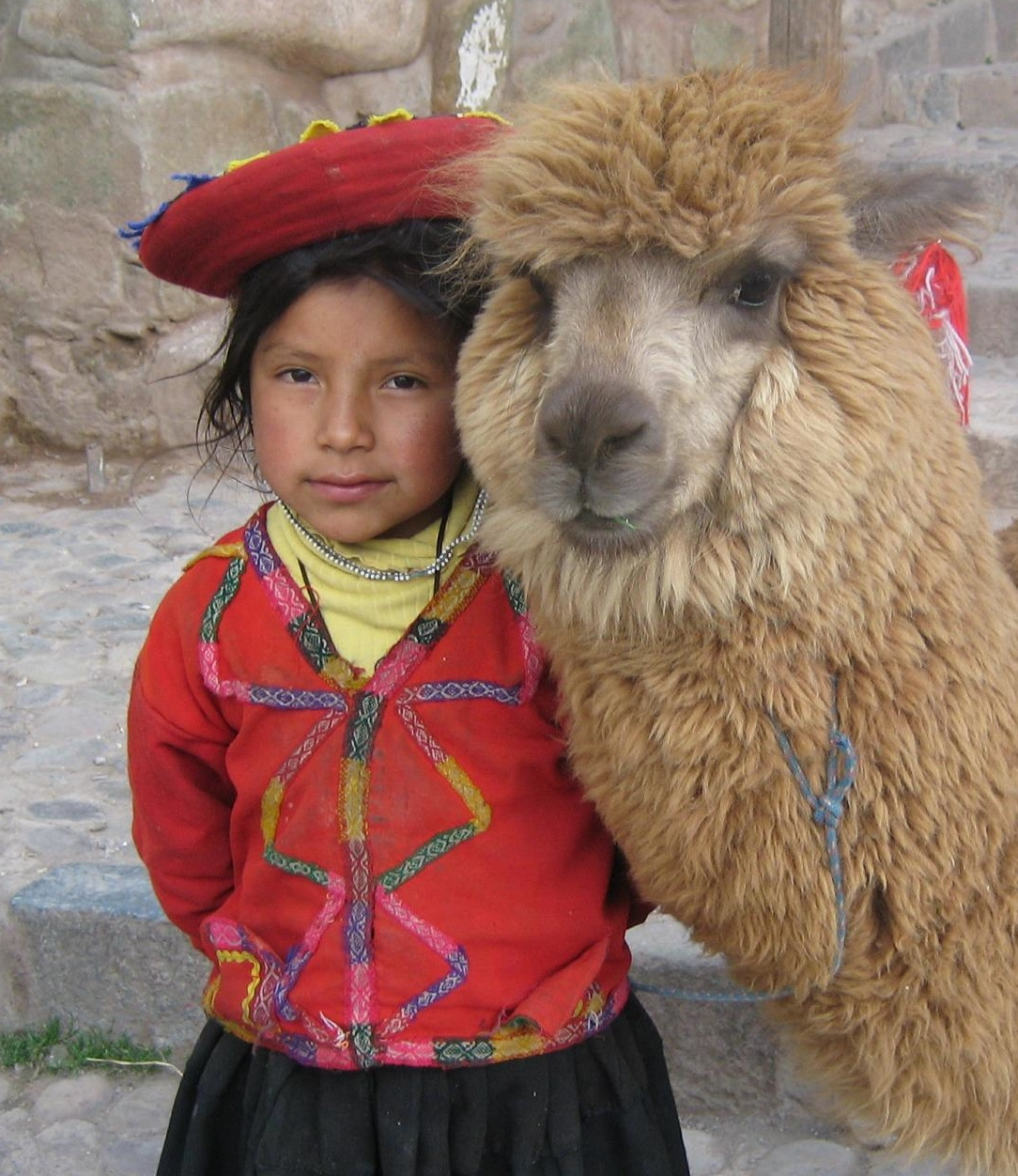

В горах и на побережье тип жилища — одноэтажный дом из адобов, крыша — из кукурузной соломы. Иногда дома строят из обожжённого кирпича, близкие по типу андалусским. Индейцы живут в легких дощатых домах, часто на сваях.
Традиционная народная одежда — пончо, у женщин юбки и куртки, и то, и другое покрывается геометрическим орнаментом. Женщины носят шляпы европейского типа, но у индейцев есть ещё своеобразные широкие шляпы. Распространены вязаные шапочки (чульо).
Пища — маис, картофель, мясо лам, овец, коров. Распространено жевание коки, листьев, оказывающих тонизирующее действие. Напитки — писко (крепкий), чича (род пива).
Ремёсла и народные искусства — вышивка, ткачество, изготовление сосудов из тыквы и дерева.
Господствующие классы подчёркивают преемственность своей культуры от испанской, но в Перу всюду чувствуется сильное влияние индейской, особенно в архитектуре. В современном изобразительном искусстве Перу есть несколько направлений, где основная тема — индейская. Музыка, песни и танцы у креолов — испанские, но в ритмах, темпе и движениях заметны индейские элементы.